# Houwaart
Pour les articles homonymes, voir Houwaart.
Houwaart (en français Hauwaert) est une section de la commune belge de Tielt-Winge située en Région flamande dans la province du Brabant flamand. C'était une commune à part entière avant la fusion des communes de 1977.

## Toponymie
Houwaart vient de hald - er - ûth ; où hald er voudrait dire : pays  à fortes pentes, ce qui correspond tout à fait avec le lieu.
Holdrut (1147), halderth (1151), hadrut, Hadruet (1219).

## Démographie

### Évolution démographique
- Sources : INS, Rem. : 1831 jusqu'en 1970 = recensements, 1976 = nombre d'habitants au 31 décembre[3].

## Histoire
Dans un acte de 1147, il est établi que Houwaart était à l'époque une propriété du chapitre de Saint Jean l'Évangéliste à Liège. Ce chapitre détenait également le patronage de l'église. Cependant, l'abbaye de Parc possédait la moitié de la Dîme depuis 1151, et par la suite, elle est entrée en possession de la grande dîme.
Depuis le XIIIe siècle, Houwaart appartenait au pays de Zichem. En 1526 le village avec ses hameaux Kleerbeek, Ouwermolen et Luttelkolen comptait 60 maisons habitées, 4 inhabitées et 25 maisons du Saint-Esprit qui accueillaient les pauvres; ainsi qu'un presbytère et une maison pour l'aumônier. À la suite des troubles et des pillages, dont Hageland fut la scène au XVIe siècle, le nombre d'habitants d'Houwaart tombât à 60. La paroisse n'eut plus son propre prêtre et la messe a été confiée aux prêtres de Rhode-Saint-Pierre (Roeselberg) et Nieuwrode. Au 18e siècle, le patronage de l'église passa aux mains du prince de Rubempré (Horst). Ceux-ci nommaient généralement des prêtres séculiers. En 1730, un Norbertin de Parc devint curé de Houwaart.